# 北海道立旭川高等技術専門学院
北海道立旭川高等技術専門学院 （ほっかいどうりつあさひかわこうとうぎじゅつせんもんがくいん）は、北海道旭川市にある道立の職業能力開発校。

## 設置訓練科・コース

### 電子工学科
- 電気・電子系　コンピュータ制御科

### 自動車整備科
- 二種自動車系　自動車整備科

### 印刷デザイン科
- 印刷・製本系　製版科

### 色彩デザイン科
- 塗装系　木工塗装科

### 建築技術科
- 建築施工系　木造建築科

### 造形デザイン科
- 木材加工系　木工科

## 所在地
- 北海道旭川市緑が丘東3条2丁目1番1号

## 沿革
- 1942年（昭和20年） - 「旭川建築工養成所」開所。
- 1943年（昭和21年） - 「北海道庁立旭川建築工補導所」に改称。「木工科」新設。
- 1944年（昭和22年） - 「北海道庁立旭川公共職業補導所」に改称。
- 1945年（昭和23年） - 旭川市上常盤町1丁目　旭川市役所工営課跡（旧庁舎）に移転。
- 1947年（昭和25年） - 「印刷製本科」設置。
- 1950年（昭和28年） - 「自動車整備科」及び、「洋裁科」設置。
- 1951年（昭和29年） - 「洋服科」設置。
- 1951年（昭和29年） - 留萌市に分室を設置、夜間「自動車整備科」を設置。
- 1955年（昭和33年） - 美唄市に分室を設置、「定時制自動車整備科」を設置。「北海道立旭川職業訓練所」に改称。
- 1956年（昭和34年） - 富良野市に分室を設置し、「自動車整備科」を設置。
- 1957年（昭和35年） - 富良野分室に「電気科」を設置。芦別市に分室を設置し「ブロック建築科」を設置。
- 1958年（昭和36年） - 「定時制ブロック建築科」を設置。
- 1961年（昭和39年） - 旭川市東町3丁目に庁舎を建設、移転。
- 1963年（昭和41年） - 「印刷科」を「活版印刷科」、「オフセット印刷科」に分科。旭川市東光6条5丁目に寄宿舎（望峰寮）新築移転
- 1966年（昭和44年） - 「北海道立旭川専修職業訓練校」と改称
- 1967年（昭和45年） - 「活版印刷科」を「製版印刷1科」に、「オフセット印刷科」を「製版印刷3科」に改称し、「自動車整備科」は「農業機械整備科」に科目変更、更に「左官科」を設置。技能センター新築。
- 1970年（昭和48年） - 「製版印刷1科」と「製版印刷3科」を統合して「製版印刷科」に改称。
- 1974年（昭和52年） - 名称を「北海道立旭川高等職業訓練校」に改称し、「建築科」を専修課程と普通課程に改正。さらに「洋服科」を普通課程「洋裁科」に改正。
- 1976年（昭和54年） - 「建築科」を普通課程に改正。
- 1977年（昭和55年） - 「電子機器科」実習棟新設。
- 1978年（昭和56年） - 「電子機器科」普通課程を設置。
- 1979年（昭和57年） - 「農業機械整備科」を普通課程に改正。
- 1980年（昭和58年） - 「製版印刷科」を普通課程に改正。
- 1981年（昭和59年） - 「洋裁科」を廃科。
- 1982年（昭和60年） - 「木工科」を普通課程に改正。
- 1985年（昭和63年） - 「北海道立旭川高等技術専門学院」に改称。
- 1989年（平成元年） - 「左官科」を専修課程に改正。
- 1992年（平成4年） - 「農業機械整備科」を「自動車整備科」に科目変更。「北海道立留萌高等技術専門学院」が「北海道立旭川高等技術専門学院留萌分校」となる。
- 1993年（平成5年） - 「左官科」を廃科。「北海道立名寄高等技術専門学院」が「北海道立旭川高等技術専門学院名寄分校」となる。
- 1994年（平成6年） - 「北海道立旭川高等技術専門学院留萌分校」が廃校となる。
- 1995年（平成7年） - 「北海道立富良野高等技術専門学院」が「北海道立旭川高等技術専門学院富良野分校」となる。
- 1996年（平成8年） - 実習棟（A・B棟）が完成し、新庁舎へ移転。「北海道立旭川高等技術専門学院富良野分校」が廃校となる。
- 2001年（平成13年） - 庁舎内に能力開発総合センターを併設。
- 2004年（平成16年） - 寄宿舎（望峰寮）を廃止。
- 2005年（平成17年） - 「電子印刷科」を「印刷デザイン科」に改称。